# Divij Sharan
Divij Sharan (Nova Deli, 2 de março de 1986) é um tenista profissional indiano.

## ATP Tour finais

### Duplas: 1 (1–0)
| Legenda                           |
| --------------------------------- |
| Grand Slam (0–0)                  |
| ATP World Tour Finals (0–0)       |
| ATP World Tour Masters 1000 (0–0) |
| ATP World Tour 500 Series (0–0)   |
| ATP World Tour 250 Series (1–0)   |

| Títulos por Piso |
| ---------------- |
| Duro (1–0)       |
| Saibro (0–0)     |
| Grama (0–0)      |
| Carpete (0–0)    |

| Resultado | N. | Data          | Torneio                               | Piso | Parceiro   | Oponentes                            | Placar             |
| --------- | -- | ------------- | ------------------------------------- | ---- | ---------- | ------------------------------------ | ------------------ |
| Campeão   | 1. | 20 Julho 2013 | Claro Open Colombia, Bogotá, Colômbia | Duro | Purav Raja | Édouard Roger-Vasselin Igor Sijsling | 7–6(7–4), 7–6(7–3) |